# Nathalie Hagman
Nathalie Hagman (Farsta, 1991. július 19. –) svéd válogatott kézilabdázó, jobbszélső, jelenleg a román SCM Râmnicu Vâlcea játékosa.

## Pályafutása

### Klubcsapatokban
A svéd első osztályban Hagman 2011-ben gólkirály lett, majd a következő szezontól három évet a LUGI HF-nél játszott. Ezalatt két ezüstérmet és egy bronzérmet szerzett a bajnokságban, és 2012-ben illetve 2014-ben 167 találattal újra gólkirály lett. Ebben az időszakban bemutatkozhatott csapatával a nemzetközi kupákban, pályára lépett az EHF-kupában és a Kupagyőztesek Európa-kupájában. 2014-től két szezon erejéig a dán Team Tvis Holstebro játékosa volt, ezzel a csapattal lett 2015-ben EHF-kupa győztes, a 10 mérkőzésen összesen 73 gólt szerzett. 2016-tól a Nykøbing Falster HK játékosa, amellyel megnyerte a dán bajnokságot, az EHF-kupában pedig elődöntőig jutott csapatával, és a góllövőlista második helyén végzett. A szezon végén a román bajnokhoz, a CSM Bucureștihez igazolt. 2019. februárjában hivatalossá vált, hogy Hagman a szezon végen elhagyja a román csapatot és visszatér Dániaba, a dán Odense játékosa lesz. 1 évvel később, 2020. nyarától a francia Nantes játékosa. 2024. december 30-án bejelentették, hogy 2025 nyarán a Győri Audi ETO KC-hoz szerződik 1+1 évre.

### A válogatottban
| A svéd válogatottban 2009. június 7-én 17 évesen debütált, ezzel ő lett a valaha volt legfiatalabb svéd válogatott játékos. Világversenyen a válogatottal először a 2010-es Európa-bajnokságon vehetett részt, amelyen ezüstérmes lett. 2014-ben nyert újabb európa-bajnoki érmet, amikor a svéd válogatott bronzérmes lett. Első olimpiáján, 2016-ban Rioban a svéd válogatott legeredményesebb játékosa volt, a góllövőlista negyedik helyén végzett, és a torna legjobb jobbszélsőjének választották. A 2017-es németországi világbajnokságon negyedik helyen végzett csapatával, és jobbszélsőként az All-star csapatba is bekerült. A 2018-as Európa-bajnokságon az orosz válogatott elleni középdöntő mérkőzésen 17 gólt lőtt, amivel beállította az egy európa-bajnoki mérkőzésen lőtt gólok csúcsát, amit addig Karolina Kudłacz-Gloc tartott egyedül 2006 óta. Részt vett a 2021-re halasztott tokiói olimpián. A 2021-es világbajnokságon két mérkőzésen is – Puerto Rico és Kazahsztán ellen – 19 gólt tudott lőni. |

## Sikerei
- Európa-bajnokság ezüstérmes: 2010
  - bronzérmes: 2014
- EHF-kupa / EHF-Európa-liga győztes: 2015, 2021
- Dán bajnokság győztese: 2017
- Román bajnokság győztese: 2018
- Olimpia legjobb jobbszélsője: 2016
- Világbajnokság legjobb jobbszélsője: 2017
- A 2024-es olimpia legeredményesebb játékosa.[9]